# Dimitrios Papadopoulos
Dimitrios Papadopoulos (Gagarin, 2 de outubro de 1981) é um futebolista grego que atua como atacante e atualmente joga pelo Atromitos.

## Carreira
Papadopoulos começou sua carreira no Akratitos, passou pelo futebol ingles pelo Burnley,disputando duas temporadas, na segunda divisão inglesa, depois foi para o Panathinaikos, na equipe ateniense, conseguiu grandes exibições que renderam lugar na Euro 2004, e mesmo entrando no segundo tempo das partidas na competição, foi campeão europeu, em 2004, após ficar até 2008, passou uma temporada na equipe pugliana da Lecce, não sendo tão bem no futebol italiano, e em 2009 firma contrato com os croatas do NK Dinamo Zagreb.
Ele representou a Seleção Grega de Futebol nas Olimpíadas de 2004, quando atuou em casa.

## Conquistas
- Campeonato Europeu de Seleções:2004
- Copa da Grécia:2004
- Campeonato Grego:2004

Conquistas individuais
Futebolista do ano da Grecia:2004